# Rozbicie więzienia w Krasnymstawie
Rozbicie więzienia w Krasnymstawie – akcja zbrojna przeprowadzona nocą z 19 na 20 września 1943 przez oddział partyzancki Batalionów Chłopskich na więzienie w Krasnymstawie, gdzie reżim III Rzeszy przetrzymywał głównie Polaków. W jej wyniku z cel uwolniono około 300 więżniów, w tym 3 przetrzymywanych partyzantów BCh.
Powodem przygotowania planu ataku na więzienia w Krasnymstawie było m.in. schwytanie i przetrzymywanie w nim trzech partyzantów Batalionów Chłopskich. Zdecydowano, że atak na więzienie przeprowadzi oddział partyzancki Batalionów Chłopskich dowodzony przez Stanisława Sokołowskiego pseudonim Rolnik. 
Planowany atak przeprowadzono nocą z 19 na 20 września 1943. Dowodzony przez Stanisława Sokołowskiego oddział w sile 89 partyzantów zajął stanowiska odcinające więzienie od reszty miasta, po czym przeprowadził atak na samo więzienie. Po przecięciu połączeń telefonicznych, 10 partyzantów obezwładniło wartowników, opanowało więzienie i otworzyło cele. Wolność odzyskało około 300 Polaków, w tym trzej przetrzymywanych partyzanci z Batalionów Chłopskich. 
Po zabraniu bronii i zdemolowaniu więzienia partyzancii opuścili więzienie i miasto, które ostatecznie zostało uwolnione od niemieckiej okupacji dopiero 25 lipca 1944 w wyniku ofensywy 3 Gwardyjskiej Armii dowodzonej przez gen. Wasyla Gordowa.

## Upamiętnienie
Z okazji 70. rocznicy rozbicia więzienia w Krasnymstawie 19 września 2013 w Krasnostawskim Domu Kultury odbyły się uroczystości upamiętniające to wydarzenie. Rocznicę tę zaszczyciły swoją osobą delegacje kombatantów ze Stowarzyszenia Żołnierzy Batalionów Chłopskich w Lublinie i Światowego Związku Żołnierzy Armii Krajowej okręg Zamość, oraz m.in. Janusz Szpak i Sławomir Zawiślak. Na zakończenie delegacje złożyły wiązanki kwiatów pod bramą Aresztu Śledczego oraz przy pamiątkowej tablicy w kościele w Krasnymstawie.